# Mel Winkler
Mel Winkler (Saint Louis, 23 ottobre 1941 – Los Angeles, 11 giugno 2020) è stato un attore e doppiatore statunitense, attivo soprattutto in ambito televisivo.
Ottenne sempre ruoli minori nei film, e deve la sua fama soprattutto al doppiaggio di Aku Aku, un alleato nella serie di Crash Bandicoot da Crash Bandicoot 3: Warped a Crash Twinsanity.
Winkler è morto nel sonno per cause sconosciute l'11 giugno 2020. Nel videogioco Crash Bandicoot 4: It's About Time, distribuito quasi quattro mesi dopo la sua morte, l'attore viene omaggiato nei crediti del gioco.

## Filmografia

### Cinema
- Rubare alla mafia è un suicidio (Across 110th Street), regia di Barry Shear (1972)
- The Filthiest Show in Town, regia di Richard Endelson e Robert A. Endelson (1973)
- The Day the Music Died, regia di Bert Tenzer (1977)
- Il ribelle (All the Right Moves), regia di Michael Chapman (1983)
- Catholic Boys (Heaven Help Us), regia di Michael Dinner (1985)
- Un poliziotto fuori di testa (Off Beat), regia di Michael Dinner (1986)
- Nick e Gino (Dominick and Eugene), regia di Robert M. Young (1988)
- Doc Hollywood - Dottore in carriera (Doc Hollywood), regia di Michael Caton-Jones (1991)
- Convicts, regia di Peter Masterson (1991)
- Eclisse letale (Full Eclipse), regia di Anthony Hickox (1993)
- Il diavolo in blu (Devil in a Blue Dress), regia di Carl Franklin (1995)
- Una vita esagerata (A Life Less Ordinary), regia di Danny Boyle (1997)
- Maniacts, regia di Curt Clesser e C.W. Clesser (2001)
- The Disciple, regia di Rodney Charles (2008)

### Televisione
- I Robinson (The Cosby Show) – serie TV (1987)
- Star Trek: Voyager – serie TV, episodio 2x01 (1995)
- Babylon 5 – serie TV (1996)
- E.R. - Medici in prima linea (ER) – serie TV (2003)
- New York Police Department (NYPD Blue) – serie TV (2004)

## Doppiatori italiani
Nelle versioni in italiano delle opere in cui ha recitato, Mel Winkler è stato doppiato da:
- Maurizio Mattioli in Un poliziotto fuori di testa
- Luciano De Ambrosis ne Il diavolo in blu
- Gerolamo Alchieri in The Shield